# Can Codina (Ripoll)
Can Codina és una obra noucentista de Ripoll protegida com a Bé Cultural d'Interès Local.

## Descripció
La casa Codina fou edificada l'any 1918. Se situa perpendicularment a la carretera de Ribes sobre la qual s'alinea un cos de planta baixa.
Edifici de simetria central accentuada per les galeries sortides i el remat del cos principal, destaca com a solució alternativa a la manera de fer ciutat fins al moment.